# Río Guayllabamba
El Guayllabamba es un río de la provincia de Pichincha, en Ecuador. Es el eje hidrográfico de la hoya del mismo nombre con sus principales afluentes: San Pedro, Pita y Pisque. Desde el sur el río Guayllabamba recoge las aguas interiores de la hoya y se estrecha en un gran cañón que rompe la cordillera occidental y se precipita hacia la costa para desaguar en Esmeraldas.
Sus aguas tienen sus orígenes en diminutos riachuelos provenientes del los volcanes: Cotopaxi, Sincholagua y Rumiñahui. El río San Pedro se origina al este de la ciudad de Machachi, a más de 3000 ms.n.m. y su curso se dirige al norte, casi paralelo con la Carretera Panamericana hasta la parroquia Amaguaña, ahí cruza la Autopista General Rumiñahui y su curso se dirige al noreste, paralelamente a la Autopista, llegando a Sangolquí. Nuevamente apuntando hacia el norte, junto con la Vía Intervalles, divide a las parroquias de Cumbayá y Tumbaco, cerca del puente divisorio recibe las aguas del río Machángara. Finalmente se une con el río Chiche para formar el río Guayllabamba, no muy lejos del Aeropuerto Internacional Mariscal Sucre.
El río Chiche tiene un curso hacia el norte, desde el este del cerro Ilaló. Por este puente, cruza el puente de 320 m de la Ruta Viva que une a Quito con el valle de Tumbaco y el Aeropuerto Internacional Mariscal Sucre. Unos metros más al norte cruza también el puente antiguo de la Vía Interoceánica, que además de unir a Quito con el valle y el aeropuerto, también es la vía de entrada de la capital a la Región Amazónica del Ecuador. Aguas abajo pasa al occidente de Puembo, y termina su curso uniéndose con el San Pedro.
El Guayllabamba nace con un recorrido hacia el norte, naciendo muy cerca del aeropuerto; unos kilómetros más allá sigue su cauce con la Panamericana Norte de Quito, apartándose de ella cerca de la parroquia de Guayllabamba, y recibe al río Pisque. Pasa el río después por el oeste de las parroquias de Puéllaro y Perucho, es allí cuando cambia su trayectoria hacia el noroeste, al mismo tiempo que se aleja de las poblaciones de la Región Interandina. A 800 ms.n.m. recibe al río Intag, toma un curso occidental y desde entonces, sirve de límite entre las provincias de Pichincha e Imbabura; unos pocos kilómetros aguas abajo llega a la población de Chontal, y desde aquel punto inicia un extenso tramo por el cual pasa por las selvas del Chocó biogeográfico, casi deshabitadas.
A 145 ms.n.m. deja de ser el límite interprovincial e ingresa a la provincia de Esmeraldas, donde no recorre mucha distancia hasta su unión con el río Blanco, más allá de Quinindé, para formar el río Esmeraldas, que a su vez, deposita sus aguas en el océano Pacífico a la altura de la ciudad de Esmeraldas.